# Фурнье, Жермен Селестин Эдуард
Жермен Селестин Эдуард Фурнье — французский врач, анатом и физиолог, родился 4 марта 1833 года в Лиму (провинция Од) в доме своего деда по материнской линии Луи Джоли. Отец Эдуарда, Жан Франсуа Фурнье, был известным и уважаемым во Франции врачом, доктором медицины, и ещё до рождения сына был назначен Инспектором минеральных вод Алет-ле-Бен, а затем Генеральным инспектором минеральных вод Франции. Мать Эдуарда, Мэри Селестин Джоли, происходила из богатой и знаменитой буржуазной семьи.

## Биография
С четырнадцати лет Эдуард Фурнье изучал медицину под руководством своего отца. В возрасте 20 лет, 23 января 1853 года, юный Эдуард поступил в Императорский флот Наполеона в качестве помощника хирурга. Сначала его направили в Маренго, а затем, в 1854 году, он был отправлен из Маренго в Крым, где он должен был заботиться о солдатах и матросах, заболевших холерой. Во время вспышки холеры среди наполеоновских солдат Эдуард сам заболел холерой и едва не умер от этой грозной болезни.
Эдуард Фурнье участвовал в осаде Севастополя, служа главным хирургом в звании майора медицинской службы на большом пароходе «Le Caton». После этого, в 1855 году, он получил назначение в терапевтическую больницу в Константинополе, где его обязанностью было оказывать медицинскую помощь больным с сыпным и брюшным тифом. В процессе оказания помощи Эдуард Фурнье сам заболел сыпным тифом и снова оказался на грани смерти. Он вернулся во Францию и ушёл из армии, решив заняться научной деятельностью. Поступив на докторат в Университет Монпелье, уже 4 марта 1857 года, ровно в день своего 24-летия, Эдуард Фурнье успешно защитил диссертацию на степень доктора медицины, став одним из самых юных докторов наук во Франции в то время. Его докторская диссертация была посвящена исследованию брюшного тифа, клинику которого он множество раз наблюдал в бытность свою терапевтом в морской больнице в Константинополе.
После получения звания доктора медицины Эдуард Фурнье работал районным врачом во 2-м округе Парижа. Он активно участвовал в деятельности различных благотворительных обществ и братств и нередко оказывал медицинские услуги на бесплатной основе, считая, что медицинская помощь должна быть как можно более доступной бедным и малообеспеченным слоям населения. В 1858 году он присоединился к «Обществу молодых» (фр. Société des jeunes), пропагандировавшему левые взгляды, свободу, равенство, братство и социальную справедливость. Во время своей работы районным врачом в Париже, Эдуард Фурнье заинтересовался патогенетическими факторами, влияющими на распространённость туберкулёза, который в то время активно косил молодёжь, особенно из числа парижской городской бедноты. Он установил, что это заболевание передаётся воздушно-капельным путём при кашле больного или носителя, и чаще возникает у людей, подвергающихся воздействию вредных газов или промышленной пыли (угольной, металлической, асбестовой и др.). После установления этого факта Эдуард Фурнье заинтересовался деталями анатомического строения дыхательных путей, облегчающими или затрудняющими проникновение аэрозолей вредных веществ в лёгкие. Это, в свою очередь, привело его к изучению техники ларингоскопии и деталей строения гортани, надгортанника (язычка), мягкого нёба, евстахиевой трубы и голосовых связок. В результате он стал крупным специалистом по физиологии и расстройствам голоса и речи у человека, то есть одним из первых фониатров.
Его достижения в области изучения физиологии голоса и речи не остались незамеченными, и 16 марта 1867 года он получил назначение врачом в Национальный Институт глухих и немых, где он продолжил делать свою научную карьеру, переключившись с физиологии голоса и речи на изучение сурдопедагогики (методов обучения глухонемых с использованием языка жестов, а также методик развития у них речи на основе имеющегося остаточного слуха). В результате уже в том же 1867 году он стал медицинским директором Института глухих и немых. Затем началась франко-прусская война и осада Парижа, и в 1870-1871 годах он был снова призван в армию, где служил главным хирургом полка в звании полковника медицинской службы. В 1879 году Эдуард Фурнье стал главным редактором французского и международного медицинских журналов.
Эдуард Фурнье умер 24 марта 1886 года в Париже на улице Луи-ле-Гран. Его жена, Мари Жюли Ленуар, пережила его, оставшись вдовой.

## Научные заслуги Эдуарда Фурнье
Работы Эдуарда Фурнье затрагивают необычайно широкий круг вопросов из разных областей медицинского знания: вопросы строения и функционирования центральной нервной системы, локализации тех или иных функций в головном мозге, вопросы философии медицины и медицинской этики. Его работы по физиологии голоса и речи и по психологии человека получили широкое признание и были оценены по достоинству в международных научных и медицинских кругах уже после смерти Фурнье.
В 1873 году Эдуард Фурнье поставил эксперимент с введением склерозирующего раствора хлористого цинка в половинки таламуса кошек и сумел доказать, что при этом происходит снижение или потеря чувствительности на стороне, противоположной стороне введения склерозирующего раствора. Эта работа Фурнье имела важное значение для установления роли таламуса в интеграции и обработке информации от разных органов чувств, то есть, его роли как центральной релейной станции для всей сенсорной информации, кроме обоняния, на её пути в кору больших полушарий.

## Основные публикации
- фр. Des rapports des médecins et des pharmaciens avec les sociétés de secours mutuels (1861).
- De la pénétration des corps pulvérulents, gazeux, solides et liquides dans les voies respiratoires au point de vue de l'hygiène et de la thérapeutique (1862).
- Étude pratique sur le laryngoscope et sur l'application des remèdes topiques dans les voies respiratoires (1863).
- Mémoire lu à l’Académie des Sciences, dans la séance du 11 avril, Physiologie de la voix (1864).
- Physiologie de la voix et de la parole (1866).
- Consultation médicale sur le choléra (1866).
- Physiologie et instruction du sourd-muet d'après la physiologie des divers langages (1868).
- Physiologie du système nerveux cérébro-spinal (1872).
- Recherches expérimentales sur le fonctionnement du cerveau (1873).
- Note lue à l’Académie de Médecine, le 4 août 1874, Physiologie et Instruction des sourds-muets (1874).
- Essai de psychologie: la bête et l'homme (1877).
- Physiologie des sons de la voix et de la parole (1877).
- Application des sciences à la médecine (1878).
- Du rôle de la trompe d'Eustache dans la physiologie de l'audition (1880).
- Contribution à l'étude de l'emploi des métaux, de l'électricité et du magnétisme en médecine (1881).
- La trompe d'Eustache. Physiologie de la voix et la parole. Localisations cérébrales. Physiologie pathologique des hallucinations (1881).
- Ch. Darwin, étude critique (1882).
- Claude Bernard et la méthode expérimentale (1882).
- В соавторстве с отцом в 1859 году опубликовал книгу о медицинском использовании минеральных вод Алет-ле-Бен (De l'emploi thérapeutique de l'eau d'Alet).